# Reprezentacja Norwegii w hokeju na lodzie kobiet
Reprezentacja Norwegii w hokeju na lodzie kobiet – narodowa żeńska reprezentacja tego kraju. Należy do Dywizji Pierwszej.

## Starty w Mistrzostwach Świata
- 1990 – 6. miejsce
- 1992 – 6. miejsce
- 1994 – 6. miejsce
- 1997 – 8. miejsce
- 1999 – 10. miejsce
- 2000 – 11. miejsce
- 2001 – 15. miejsce
- 2003 – 15. miejsce
- 2004 – 14. miejsce
- 2005 – 15. miejsce
- 2007 – 13. miejsce
- 2008 – 14. miejsce
- 2009 – 12. miejsce
- 2011 – 10. miejsce

## Starty w Igrzyskach Olimpijskie
- Norweżki nigdy nie zakwalifikowały się do Igrzysk Olimpijskich.